# Тор Вилхялмсон
Тор Вилхялмсон (на английски: Thor Vilhjálmsson) е исландски драматург, преводач, художник, поет и писател на произведения в жанра драма, исторически роман и лирика.

## Биография и творчество
Тор Вилхялмсон е роден на 12 август 1925 г. в Единбург, Шотландия, Великобритания. След завършване на гимназия през 1944 г. следва в скандинавския отдел на Исландския университет през 1944 – 1946 г., в Нотингамския университет през 1946 – 1947 г. и в Сорбоната в Париж през 1947 – 1952 г. След дипломирането си, в периода 1953 – 1955 г. работи като библиотекар в Националната библиотека на Исландия, а в периода 1956 – 1959 г. работи за Националния театър.
Първата му книга, Maðurinn er alltaf einn (Човек е винаги сам), е публикувана през 1950 г. и оттогава той е написал редица книги, художествена и научна литература, романи, разкази, поезия, разкази за пътешествия, както и безброй есета и статии за културата и изкуството. Една от най-известните му книги е „Сивият мъх сияе“ от 1986 г. Историята е вдъхновена от исландски криминални дела от втората половина на 19-ти век. Един млад интелектуалец с поетични мечти, е натоварен да разреши ужасяващ случай на кръвосмешение и убийство в затънтено селище в Исландия. Романът е много добре приет от критиката, става бестселър и получава наградата за литература на Северния съвет (скандинавската „Букър“).
За литературната си дейност е удостоен с множество награди, а книгите му са преведени на няколко езика. През 1992 г. получава наградата за скандинавска литература на Шведската академия, известна като „малкия Нобел“. Два пъти е удостоен с отличието Кавалер на Френския орден на изкуството, и получава отличието Велик офицер на Ордена за заслуги на Италианската република като преводач за представянето на италианската култура в Исландия. Почетен гражданин е на Рокамадур, Франция. Той също е продуктивен преводач, като превежда произведения на Умберто Еко, Андре Малро, Пауло Куелю, и други писатели. Като художник участва в изложби със свои картини.
Тор Вилхялмсон е един от основателите на културното списание Birtingur (Импресия) през 1955 г. и е в редакционната колегия до 1968 г. В периода 1972 – 1974 г. е член на борда на Съюза на писателите на Исландия, а в периода 1975 – 1981 г. е председател на Федерацията на исландските художници. Бил е в националния съвет на Общността на европейските писатели, в управителния съвет на Фестивала на изкуствата в Рейкявик през 1976 – 1980 г. и в подготвителния комитет за филмовия фестивал в Рейкявик през 1978 г. и 1980 г. Дълги години е член на борда на Alliance Francaise. Той е един от основателите на Фестивала на писателите в Рейкявик и е член на борда от самото начало. В продължение на няколко години е председател на исландския ПЕН клуб.
Тор Вилхялмсон умира на 2 март 2011 г. в Рейкявик, Исландия.

## Произведения
частично представяне
- Maðurinn er alltaf einn (1950)[1][2]
- Dagar mannsins (1954)
- Andlit í spegli dropans (1957)
- Fljótt, fljótt sagði fuglinn (1968) – награда за литература на Северния съвет
- Óp bjöllunnar (1970)
- Folda : þrjár skýrslur (1972)
- Fuglaskottís (1975) – литературна награда на Северния съвет
- Mánasigð (1976) – литературна награда на Северния съвет
- Skuggar af skýjum (1977)
- Turnleikhúsið (1979)
- Grámosinn glóir (1986) – награда за литература на Северния съвет[3]
Сивият мъх сияе, изд. „Лист“ (2019), прев. Стефан Паунов
- Náttvíg (1989) – исландска награда за литература
- Tvílýsi (1994) – исландска награда за литература
- Morgunþula í stráum (1998) – исландска награда за литература
- Sveigur (2002)